# Acestrorhynchidae
Famille
Les Acestrorhynchidae sont une famille de poissons d'eau douce de l'ordre des Characiformes.

## Liste des sous-familles et genres
Selon World Register of Marine Species (25 mars 2025) :
- Sous-famille des Acestrorhynchinae Eigenmann, 1912
  - genre Acestrorhynchus Eigenmann & Kennedy, 1903
- Sous-famille des Heterocharacinae Géry, 1966
  - genre Gnathocharax Fowler, 1913
  - genre Heterocharax Eigenmann, 1912
  - genre Hoplocharax Géry, 1966
  - genre Lonchogenys Myers, 1927

## Galerie

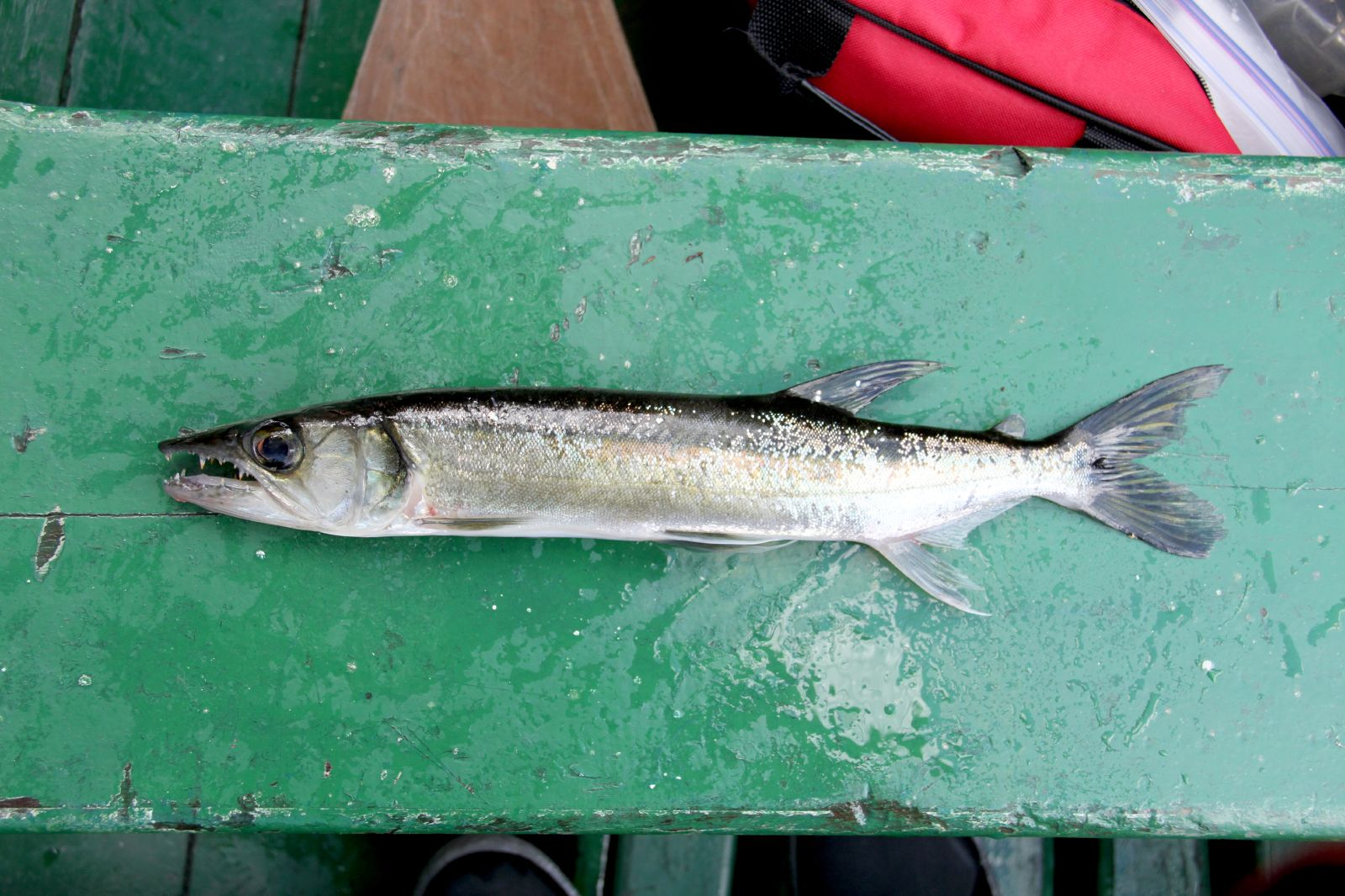
Acestrorhynchus falcirostris
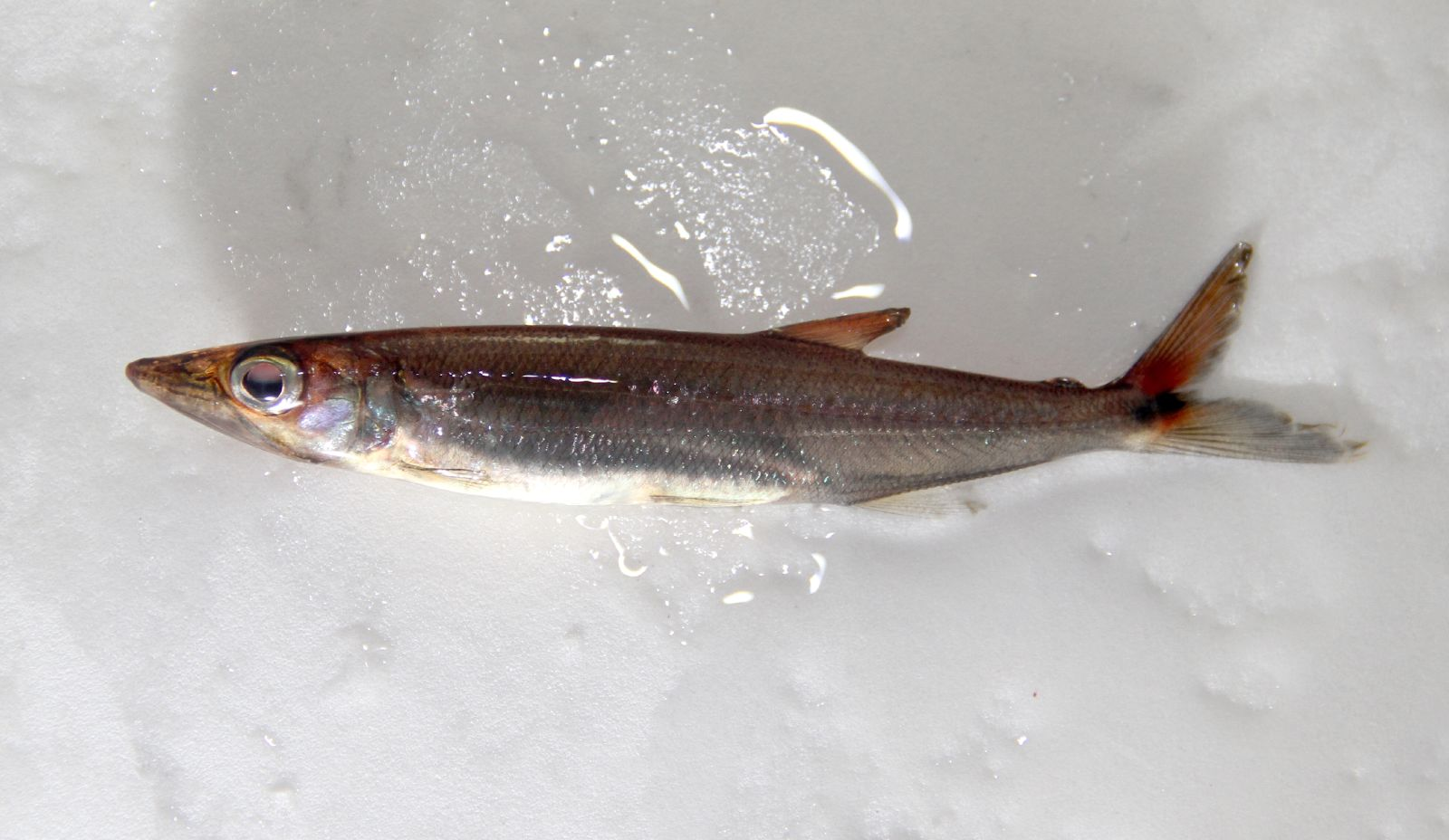
Acestrorhynchus minimus
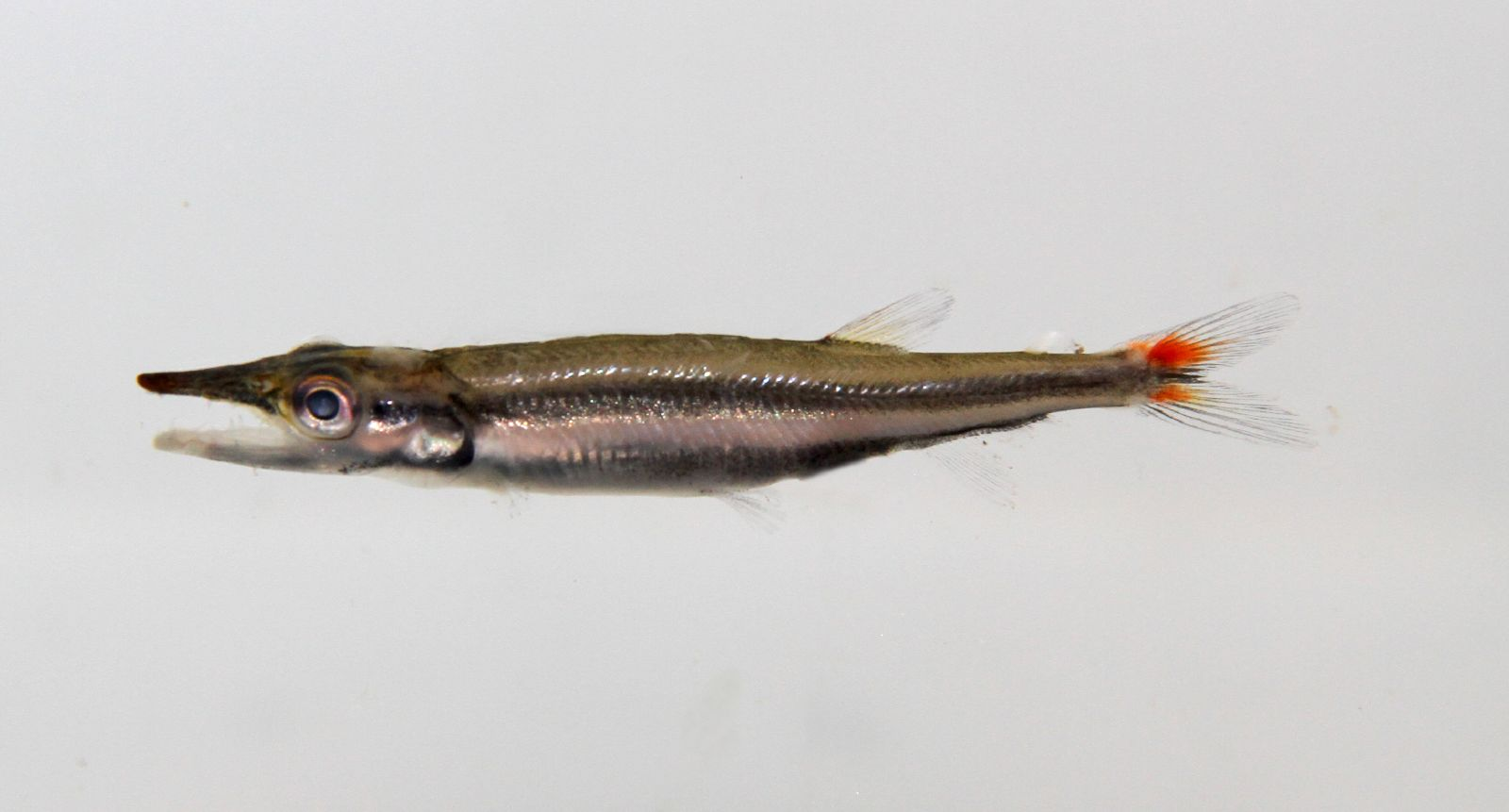
Acestrorhynchus nasutus

## Systématique
Le nom valide complet (avec auteur) de ce taxon est Acestrorhynchidae Eigenmann, 1912.